# Chemaudin-et-Vaux
Chemaudin-et-Vaux es una comuna nueva francesa situada en el departamento de Doubs, de la región de Borgoña-Franco Condado.

## Historia
Fue creada el 1 de enero de 2017, en aplicación de una resolución del prefecto de Doubs de 12 de agosto de 2016 con la unión de las comunas de Chemaudin y Vaux-les-Prés, pasando a estar el ayuntamiento en la antigua comuna de Chemaudin.

## Demografía
| Gráfica de evolución demográfica de Chemaudin-et-Vaux entre 1800 y 2013 |
|                                                                         |

Los datos entre 1800 y 2013 son el resultado de sumar los parciales de las dos comunas que forman la nueva comuna de Chemaudin-et-Vaux, cuyos datos se han cogido de 1800 a 1999, para las comunas de Chemaudin y Vaux-les-Prés de la página francesa EHESS/Cassini. Los demás datos se han cogido de la página del INSEE.

## Composición
| Comuna delegada | Código INSEE | Población (2013) | Superficie (km²) | Densidad (hab./km²) |
| --------------- | ------------ | ---------------- | ---------------- | ------------------- |
| Chemaudin       | 25147        | 1501             | 7.30             | 206                 |
| Vaux-les-Prés   | 25593        | 362              | 5.14             | 70                  |